# جيرالد دراموند (منافس ألعاب قوى)
جيرالد دراموند (بالإسبانية: Gerald Drummond) هو منافس ألعاب قوى كوستاريكي، ولد في 5 سبتمبر 1994.

## وصلات خارجية
- جيرالد دراموند على موقع الاتحاد الدولي لألعاب القوى (الإنجليزية)
- جيرالد دراموند على موقع أوليمبيديا (الإنجليزية)